# Jean-François Charles
Pour les articles homonymes, voir Jean-François Charles (homonymie) et Charles.
Jean-François Charles, né le 19 octobre 1952 à Pont-à-Celles (province de Hainaut), est un scénariste et dessinateur de bande dessinée belge. Principalement connu pour les séries China Li, India Dreams, Fox, Les Pionniers du Nouveau Monde, Le Bal du rat mort.

## Biographie
Jean-François Charles naît le 19 octobre 1952 à Pont-à-Celles,.
Il étudie à l’Académie royale des beaux-arts de Bruxelles où il suit des cours de dessin et de gravure pendant deux ans. Il commence sa carrière en 1971 dans le dessin de presse ; il est publié dans La Libre Belgique et La Nouvelle Gazette.
Se réorientant vers la bande dessinée, il entame une collaboration avec le Journal de Spirou : Les Belles Histoires de l'oncle Paul (1975), Les Chevaliers du pavé (1977). C’est dans Spatial, une revue belge éditée par Michel Deligne, qu’après plusieurs courts récits scénarisés par Jan Bucquoy, il dessine l’histoire Le Bal du rat mort, toujours sur un scénario de Bucquoy.
Sa première série, Les Pionniers du Nouveau Monde, paraît chez Deligne à partir de 1982. Après le rachat du catalogue de cet éditeur par Glénat, il poursuit Les Pionniers et développe de nouvelles séries chez Glénat, et plus tard chez Casterman. En 1999, il s'accorde une année sabbatique qu'il consacre à la peinture et à l'aquarelle.
En 2004, Jean-François Charles illustre des romans sur Alix, certains adaptant des histoires parues en bande dessinée, d’autres étant inédits (Le Sortilège de Khorsabad, L’Ombre de César).
Il a épousé la scénariste belge Maryse Nouwens, avec laquelle il coécrit India Dreams et War and Dreams. Avec l'illustrateur Frédéric Bihel, les deux scénaristes publient la série Africa Dreams, qui « porte sur l'histoire du Congo belge » et dont les quatre tomes paraissent entre 2010 et 2016. Ce récit « dessine sa face sombre » des actions de Léopold II au Congo belge. 
En 2016, le couple Charles livre un roman graphique L'Herbe folle inspiré de leur jeunesse, dans lequel ils évoquent l’époque de liberté où a commencé leur histoire d’amour et de bande dessinée : la période hippie,. 
De 2018 à 2023, il réalise la mini-série en quatre volumes China Li.
Il écrit réalise la partie graphique et écrit Au cœur du désert, toujours en collaboration avec son épouse. Cet ouvrage est une adaptation libre sous la forme d’un western d’Au cœur des ténèbres de Joseph Conrad dont le tirage est de 20 000 exemplaires par les éditions Le Lombard en 2025.

## Œuvres

### Albums de bande dessinée
- Le Bal du rat mort (scénario de Jan Bucquoy, éd. Michel Deligne, 1980)

- La Porée (éd. La Main Blanche, 1987)

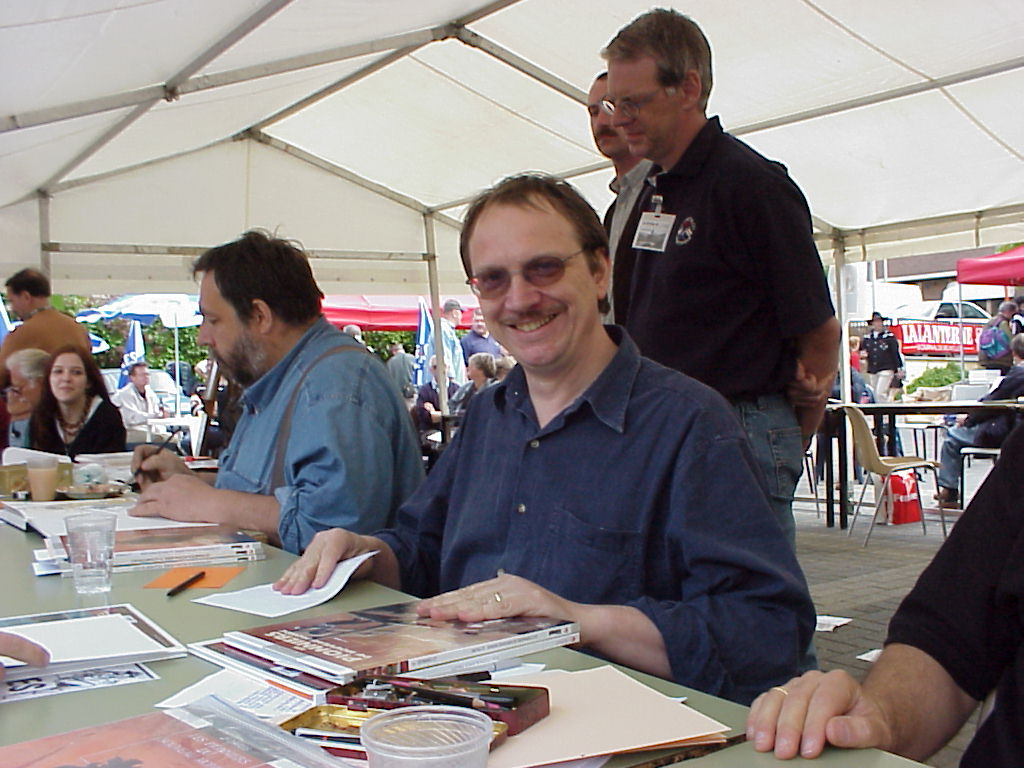
Jean-François Charles et Christian Crickx au festival de Ganshoren en mai 1999

- Les Chevaliers du pavé (scénario de Thierry Martens, éd. Point Image, 2001)

### Sous la signature commune Charles
- Au cœur du désert[62],[63],[64],[65],[66], Le Lombard, coll. « Signé », Bruxelles, 14 mars 2025
Scénario : Charles - Dessin et couleurs : Jean-François Charles -  (ISBN 978-2-8082-1159-8)

### Artbooks
- Sagamore Pilgrimage, Glénat, coll. « labyrinthe », Grenoble, novembre 1988
Scénario : Maryse et Jean-François Charles - Dessin : Jean-François Charles - Couleurs : Christian Crickx -  (ISBN 2-7234-0991-0) — très grand format à l'italienne.
- Crayonnés sur fond de sable (éd. Point Image, 1999)
- Esquisses et toiles[67],[68] (monographie, textes de Paul Herman, éd. Glénat, 2001)
- J.-F. Charles - Artbook[69], Casterman, Bruxelles, 2 décembre 2020
Scénario : Charles-Louis Detournay - Dessin et couleurs : Jean-François Charles -  (ISBN 978-2-203-21142-1), — Format à l'italienne.
- Faunes - Contes grivois et autres diableries[70],[71],[72], Kennes Éditions, Gerpinnes, 10 novembre 2021
Scénario : Maryse Charles - Dessin et couleurs : Jean-François Charles -  (ISBN 978-2-380-75574-9)

### Para-BD
À l'occasion, Jean-François Charles réalise des portfolios, des ex-libris et quelques travaux publicitaires. Il réalise également des affiches de festivals de bande dessinée.

### Expositions personnelles
- J.-F. Charles[77],[78], galerie Daniel Maghen, Paris, du 15 décembre 2010 au 9 janvier 2011.
- L'Herbe folle[79], galerie Champaka, Bruxelles, du 7 avril au 7 mai 2016.

### Collections publiques
2 œuvres de cet artiste sont conservées au Centre belge de la bande dessinée et font partie du patrimoine mobilier de la région Bruxelles-Capitale.

## Prix et distinctions
L’album Le Bal du rat mort a obtenu en 1980 le prix Spatial, en 1981 le prix Saint-Michel du meilleur dessin réaliste et le prix Oscar Désiré Vandemuyzewinkel.
Les Pionniers du Nouveau Monde a reçu le Grand Prix Spatial de la francité pour Le Pilori t. 1 et un prix au Festival de la bande dessinée et du dessin animé d’Illzach pour La Mort du loup t. 6.
Autres prix :
- 1993 :  Grand Prix à Courtrai pour Fox ;
- 1995 :  Crayon d’or au Festival de bande dessinée de Middelkerke à Middelkerke[83] ;
- 1999 :  Bulle d’Or au Festival de Brignais ;
- 2001 :  Crayon d'or de Bruxelles 2000 décerné par la CANAB (Cercle des amis du neuvième art de Bruxelles)[84] ;
- 2002 :  prix Saint-Michel[81] du meilleur dessin pour Les Chemins de brume (India Dreams, t. 1) ;
- 2005 :  prix Saint-Michel du meilleur album francophone pour À l'ombre des bougainvilliers (India Dreams, t. 3), avec Maryse Charles ;
- 2012 : 
  - Grand Prix Saint-Michel pour l’ensemble de son œuvre[81],[85] ;
  - Grand prix Diagonale - Le Soir, avec Maryse Charles, pour l'ensemble de leur œuvre[81],[86] ;
- 2015 :  prix pour l’ensemble d’une œuvre, décerné par le Festival international de la bande dessinée de Chambéry[87], partagé avec Maryse Charles.

#### Livres
: document utilisé comme source pour la rédaction de cet article.
- Jacques Fiérain, « Charles, Jean-François », dans La BD dans la province du Hainaut, Charleroi, Éd. l'Âge d'or, septembre 2006, 96 p., ill. ; 31 cm (ISBN 9782960046458 et 2960046455, OCLC 469651838, présentation en ligne), p. 10. .
- Patrick Gaumer, « Charles, Jean-François », dans Dictionnaire mondial de la BD, Paris, Larousse, 2010, 953 p., ill. ; 27 cm (ISBN 978-2-0358-4331-9 et 2-0358-4331-6, OCLC 920924930, présentation en ligne), p. 166. .

#### Périodiques
- Jean-François Charles (interviewé par Christelle et Bertrand Pissavy-Yvernault), « Les invités : Jean-François Charles : "Je n'ai jamais idolâtré les dessinateurs." », La Lettre - L'officiel de la bande dessinée, Dargaud, no 72,‎ novembre - décembre 1997, p. 23.
- Maryse Charles (interviewée), Jean-François Charles (interviewé) et Frédéric Bosser, « Maryse et Jean-François Charles : abécédaire », dBD, no 22,‎ avril 2008, p. 68-81.
- Jean-François et Maryse Charles (interviewés par Philippe Peter), « Nouveau Cycle - India  Dreams : À la croisée de deux mondes », dBD, no 66,‎ septembre 2012, p. 40-43 (ISSN 1951-4050).
- Jean-François Charles et Maryse Charles (interviewés par Thierry Wagner), « Carnet : Faunes et usage de faunes - Entretien avec Jean-François Charles et Maryse Charles », Casemate, no 152,‎ décembre 2021, p. 92-95 (ISSN 1964-504X).

#### Articles
- Daniel Couvreur, « Regarder l’histoire autrement avec les Charles », Le Soir,‎ 26 décembre 2017.
- Maryse et Jean-François Charles (interviewés par Charles-Louis Detournay), « Maryse et JF Charles : « Nous abordons en bande dessinée des sujets difficiles à évoquer aujourd’hui. » », ActuaBD,‎ 16 décembre 2023 (lire en ligne, consulté le 4 février 2024).
- Maryse et Jean-François Charles (interviewés par Jean-Sébastien Chabannes), « Interviews : Jean-François Charles ("Fox / India Dreams / China Li") : « J’aime beaucoup dessiner les personnages féminins » », ActuaBD,‎ 11 mai 2024 (lire en ligne, consulté le 22 mai 2024).

### Podcasts
- Interview avec Jean-François Charles, émission Eclectrique présentée par Romain Pierre Giergen sur Mixcloud, (44 min 47 s).

### Vidéographie
- [vidéo] « Jean-François Charles évoque le "Art Book" qui lui est consacré chez Casterman », sur YouTube, 17 novembre 2020
- [vidéo] « Derrière le masque Maryse et Jean-François Charles », sur YouTube, 28 octobre 2021